# Бережний Олексій Миколайович
Олексі́й Микола́йович Бережний (*25 березня 1959, м. Київ, УРСР, СРСР) — український дипломат. Надзвичайний та Повноважний Посол України.

## Біографія
Народився 25 березня 1959 року в Києві. У 1981 році закінчив Київський державний університет імені Т. Шевченка, факультет кібернетики.
У 1984—1992 рр. — старший інженер, молодший науковий співробітник, Інститут кібернетики імені В. М. Глушкова НАН України;
У 1992—1997 рр. — голова протокольного відділу, керівник Головного управління обслуговування зовнішнього боргу Міністерства фінансів України;
У 1997—2000 рр. — радник, радник-посланник Посольства України в США;
З 20 грудня 2000 по 21 серпня 2001 р. — заступник Міністра закордонних справ України, З 21 серпня 2001 по 13 травня 2002 р. — заступник Державного секретаря Міністерства закордонних справ України;
У 2002—2003 рр. — державний секретар — голова Державного департаменту фінансового моніторингу Міністерства фінансів України.
У 2002 — член української частини українсько-американського Комітету з питань економічного співробітництва.
З 2003 — начальник Управління методологічного та нормативно-організаційного забезпечення фінансового моніторингу Національного банку України.
Працював виконавчим директором — керівником служби банківського нагляду Національного банку України;
З 14 квітня 2014 року — голова служби фінансового моніторингу Національного банку України.

## Критика
6 жовтня 2022 року НАБУ та САП оголосили, що  викрили організовану групу на чолі з колишнім головою правління ПАТ АБ «Укргазбанк», яка упродовж 2014-2019 рр. незаконно вивела з фінансової установи 206 млн грн. П'яти учасникам цієї групи повідомили про підозру у розтраті шляхом зловживання своїм службовим становищем коштів «Укргазбанку» та у службовому підробленні. 24 жовтня 2022 року НАБУ оголосило екс-голову Укргазбанку Кирила Шевченко у розшук.
Слідство встановило, що посадовці «Укргазбанку» у листопаді 2014 році запровадили схему виведення коштів із держбанку через сплату послуг псевдопосередникам нібито за залучення коштів великого бізнесу та державних установ і підприємств. Насправді ж посередництво відбувалося лише на папері: клієнти розміщували кошти в державному «Укргазбанку» на депозити за власною ініціативою або ж згідно з порядком, запровадженим для держсектору Кабміном.
2 грудня 2022 року ЗМІ повідомили, що ще одним підозрюваним по справі виступає Олексій Бережний, який займав пост директора департаменту фінансового моніторінгу Укргазбанку у 2018-2020 роках, а у 2020, після призначення екс-керівника Украгазбанка головою Нацбанку, був призначений директором депаратменту фінансового моніторінгу НБУ. Згідно з повідомленнями, Олексій Бережний двічі був допитаний слідчими, але відмовився визнавати незаконність виплат посередникам за залучення клієнтів, назвавши цю схему «ринковою». Як повідомляється, найближчим часом оголосить про підозру Олексію Бережному.

## Автор праць
- Фінансовий моніторинг в банку: навч. посіб. / Сергій Олегович Дмитров, Вікторія Володимирівна Коваленко, Анатолій Володимирович Єжов, Олексій Миколайович Бережний; За ред. Сергій Олегович Дмитров, Вікторія Володимирівна Коваленко. — Суми: Університетська книга, 2008. — 336 с.[8]

## Дипломатичний ранг
- Надзвичайний і Повноважний Посол (2001).[9]